# اولد سیلم (آلاباما)
اولد سیلم (به انگلیسی: Old Salem) یک منطقهٔ مسکونی در ایالات متحده آمریکا است که در شهرستان مونرو، آلاباما واقع شده‌است. اولد سیلم ۱۱۶٫۱۳ متر بالاتر از سطح دریا قرار دارد.